# Svart rutlav
Svart rutlav (Orphniospora moriopsis) är en lavart som först beskrevs av A. Massal., och fick sitt nu gällande namn av David Leslie Hawksworth. Svart rutlav ingår i släktet Orphniospora och familjen Fuscideaceae.  Arten är reproducerande i Sverige. Inga underarter finns listade i Catalogue of Life.